# April Ross Perez
April Ross Lim Perez là một người mẫu thời trang và nữ hoàng sắc đẹp. Cô tham dự Hoa hậu Trái Đất Philippines 2002 và đoạt vương miện. Sau đó, cô đại diện Philippines tại đấu trường Hoa hậu Trái Đất 2002 và lọt vào Top 10. Ngoài ra, cô còn đoạt thêm giải thưởng phụ Hoa hậu Ảnh (Miss Photogenic).